# علاءالدین خادم
علاءالدین خادم نمایندهٔ دورهٔ دهم از حوزهٔ انتخابیهٔ سپیدان در استان فارس است. وی با کسب ۳۷٬۷۷۷ رای از مجموع ۷۷٬۴۰۲ رای معادل ۴۸٫۸۱٪ درصد آرا به مجلس راه پیدا کرد.
سابقه اجرایی
خادم سابقه مدیریت آموزش و پروش شهرستان مرودشت,معاونت سازمان آموزش و پرورش استان فارس و مدیریت آموزش و پرورش ناحیه3 شیراز را در کارنامه خود دارد.